# Флаг Сомалиленда
Современный Флаг Сомалиленда, бывшей британской части Сомали, был принят 14 октября 1996 г., после утверждения национальной конференцией. Государство Сомалиленд, провозгласившее независимость 18 мая 1991 г., до сих пор признано только одной страной мира, Эфиопией.
На зелёной полосе изображена Шахада белого цвета. Такая же изображена на флаге Саудовской Аравии. Белая полоса содержит чёрную пятиконечную звезду, символизирующую пять регионов, в которых живут Сомалийцы. Пятью регионами являются: Британский Сомалиленд, Итальянский Сомалиленд, Французский Сомалиленд (Джибути), Огаден (Эфиопия) и северо-восток Кении.
Из конституции республики Сомалиленд, принятой на референдуме от 31 мая 2001 г.:
Статья 7: Флаг, Герб и Государственный Гимн
1. Флаг республики Сомалиленд состоит из трёх горизонтальных параллельных полос равной ширины. Верхняя полоса — зелёного цвета с арабской надписью белого цвета La Ilaaho Ila-Allaah Muhammad Rasuulah-Allaah (нет божества, кроме Бога (Аллаха) и Мухаммед пророк его). Средняя полоса белого цвета с чёрной пятиконечной звездой посередине. Нижняя полоса имеет красный цвет.

## Символы флага
- Зелёный — Благополучие
- Белый — Мир
- Красный — Кровь героев, павших в борьбе за свободу.
- Шахада — Ислам
- Чёрная звезда — Выражение мечты о великом Сомали.

## Британский Сомалиленд
В феврале 1884 года территория бывшего Египетского Сомалиленда перешла под контроль Великобритании и в 1887 году получила официальное название Британский Сомалиленд (Британское Сомали), который как протекторат Британии вошёл в состав Британской империи. В 1903 году, подобно многим странам Содружества наций, был введён синий (английский) кормовой флаг (синее полотнище с флагом Великобритании в крыже) с эмблемой Британского Сомалиленда на белом круге в вольной части флага. На эмблеме была изображена антилопа Куду, распространённая в этих местах.
Флаг поднимался на правительственных зданиях в Британском Сомалиленде и на грот-мачте кораблей, приписанных к нему.
В 1950 году была введена новая эмблема для протектората, что повлекло за собой замену всех флагов с её изображением. Вверху эмблемы изображение головы Куду, смотрящей прямо, между рогами которой расположена корона, символизирующая как Британскую королевскую династию, так и Британскую империю в целом. Внизу изображён гербовый щит, в верхней части которого на золотом поле два перекрещённых копья остриями вниз, в центре на них наложен щит. Нижняя часть гербового щита рассечена надвое. В правой зелёной части изображён белый минарет, в синей: вверху — плывущий по волнам аравийский парусник; внизу — золотой якорь.
26 июня 1960 года, после предоставления Великобританией независимости Британскому Сомали, образовано государство Сомалиленд, которое через шесть дней объединилось с Итальянским Сомали в новое государство — Сомалийскую Республику.

Флаг Великобритании 1884 — 1903
Флаг Британского Сомалиленда 1903 — 1950
Флаг Британского Сомалиленда 1950 — 26 июня 1960
Флаг Сомалиленда 26 июня 1960 — 1 июля 1960